# 费利佩·索拉
费利佩·索拉（西班牙語：。1950年7月23日—），阿根廷农业工程师，政治家。
2002年至2007年，索拉担任布宜诺斯艾利斯省省长；2019年至2021年，索拉担任总统阿尔韦托·费尔南德斯政府外交部长。